# Пау-д’Арку (Пара)

Пау-д’Арку на карте штата.

Пау-д’Арку (порт. Pau d`Arco) — муниципалитет в Бразилии, входит в штат Пара. Составная часть мезорегиона Юго-восток штата Пара. Входит в экономико-статистический микрорегион Реденсан. Население составляет 6033 человека на 2010 год. Занимает площадь 1671,419 км². Плотность населения — 3,61 чел./км².

## Демография
Согласно сведениям, собранным в ходе переписи 2010 г. Национальным институтом географии и статистики (IBGE), население муниципалитета составляет:
| Полное население                               | Полное население                               | Полное население                               | Полное население                               | 6033  |
| ---------------------------------------------- | ---------------------------------------------- | ---------------------------------------------- | ---------------------------------------------- | ----- |
| в том числе:                                   | Городское население                            | 3641                                           | Процент городского населения, %                | 60,35 |
|                                                | Сельское население                             | 2392                                           | Процент сельского населения, %                 | 39,65 |
|                                                | Мужское население                              | 3178                                           | Процент мужского населения, %                  | 52,68 |
|                                                | Женское население                              | 2855                                           | Процент женского населения, %                  | 47,32 |
| Плотность населения, чел/км²                   | Плотность населения, чел/км²                   | Плотность населения, чел/км²                   | Плотность населения, чел/км²                   | 3,61  |
| Население муниципалитета в % к населению штата | Население муниципалитета в % к населению штата | Население муниципалитета в % к населению штата | Население муниципалитета в % к населению штата | 0,08  |

По данным оценки 2015 года, население муниципалитета составляет 5535 жителей.

## Статистика
- Валовой внутренний продукт на 2003 год составляет 37 193 351,00 реалов (данные: Бразильский институт географии и статистики).
- Валовой внутренний продукт на душу населения на 2003 год составляет 4588,37 реалов (данные: Бразильский институт географии и статистики).
- Индекс развития человеческого потенциала на 2000 год составляет 0,664 (данные: Программа развития ООН).

## Важнейшие населенные пункты
| № | Населённый пункт | Населённый пункт (порт.) | Категория | Население чел. (2010) | На карте                       |
| - | ---------------- | ------------------------ | --------- | --------------------- | ------------------------------ |
| 1 | Пау-д’Арку       | Pau d`Arco               | город     | 3641                  | 7°49′58″ ю. ш. 50°02′31″ з. д. |
| 2 | Боа-Сорти        | Boa Sorte                | поселок   | 205                   | 7°46′37″ ю. ш. 49°54′15″ з. д. |
| 3 | Маражуара        | Marajoara                | поселок   | 179                   | 7°44′06″ ю. ш. 50°02′20″ з. д. |